# فيرونيكا سيموغون
فيرونيكا سيموغون (بالإنجليزية: Veronica Simogun)‏ (من مواليد 1962) هي ناشطة من أجل حقوق المرأة ومناهضة العنف من بابوا غينيا الجديدة. حصلت سيموغون على جائزة نساء الشجاعة الدولية في عام 2017.

## حياتها
وُلدت سيموغون بالقرب من ويواك في عام 1962 بقرية تسمى قرية أوريب في بويكين / داجوا. حصلت على شهادة في الطيران المدني من كلية تدريب الطيران المدني وعملت لمدة ست سنوات في هذا مجال قبل أن تعود إلى أوريب لتعمل في قريتها المحلية على تحسين المجتمع المحلي. وقامت بحملة ضد العنف ضد المرأة.
أنشأت سيموغون منظمة غير ربحية تُسمى «العائلة من أجل التغيير» في بلدتها والتي ساعدت أكثر من 6000 ضحية للعنف القائم على التمييز بين الجنسين. كما تهدف تلك المنظمة إلى محاربة المفاهيم والتقاليد المحلية التي تؤثر بالسلب على طريقة معاملة المرأة. حصلت سيموغون على تكريم من المكلة إليزابيث، ملكة المملكة المتحدة من أجل إسهاماتها البارزة في مجال حقوق المرأة من خلال تلك المنظمة.
تم ترشيحها بفضل أعمالها من قبل كاثرين إيبرت غراي لتحصل على جائزة نساء الشجاعة الدولية.